# Justin Marshall
Justin Warren Marshall, MNZM (* 5. August 1973 in Mataura, Neuseeland), ist ein ehemaliger neuseeländischer Rugby-Union-Spieler auf der Position des Gedrängehalbs und seit seinem Karriereende im Rugby Sportkommentator bei Sky Network Television in Neuseeland. Marshall kam bei 81 Länderspielen für die All Blacks zum Einsatz, was ein Rekord für einen Gedrängehalb ist. Dabei erzielte er 24 Versuche und hält damit ebenfalls den Rekord für einen Spieler auf seiner Position.

## Karriere
Marshall begann seine sportliche Karriere 1992 mit Southland Rugby in der National Provincial Championship (NPC) und wechselte nach drei Jahren zur Canterbury Rugby Football Union. Ebenfalls 1995 gehörte er erstmals dem Kader der Nationalmannschaft an. Marshall war bei seinem Debüt gegen Frankreich (37:2-Sieg) 22 Jahre alt. Ein Jahr später debütierte er, nach der 1996 erfolgten Professionalisierung des bisherigen reinen Amateursports Rugby Union, in der neugeschaffenen Super 12 für die Crusaders.
1997 war Marshall bei vier Spielen auf der Tour in Großbritannien und Irland Kapitän der Nationalmannschaft. Bei der Weltmeisterschaft erreichte er den 3. Platz.
In seiner Zeit in Neuseeland gewann er mit Canterbury 1997, 2001 und 2004 die neuseeländische Provinzmeisterschaft und verteidigte den Ranfurly Shield vom 23. September 2000 bis zum 11. Oktober 2003 23 mal sowie vom 5. September 2004 bis zum 24. September 2006 14 mal. Mit den Crusaders holte er außerdem fünfmal den Super-Rugby-Titel (1998, 1999, 2000, 2002, 2005). Im Jahr 2002 hatten die Crusaders eine „perfekte Saison“; sie blieben in allen Vorrundenspielen, im Halbfinale und im Finale ungeschlagen. 2003 und 2004 wurden sie erst im Endspiel bezwungen.
Mit den All Blacks gewann er fünfmal die alljährlichen Tri Nations (1996, 1997, 1999, 2002, 2003) sowie 2003 den Bledisloe Cup, den sie 1998 verloren haben, von Australien zurück. Diesen verteidigen die Neuseeländer bis heute ununterbrochen. Außerdem nahm er an der WM 1999 in Wales und an der WM 2003 in Australien teil. Beide Male verloren die All Blacks überraschenderweise als Favoriten im Halbfinale gegen Frankreich bzw. Australien. Im Jahr 2005 siegte er mit der Nationalmannschaft in allen drei Spielen gegen die British and Irish Lions.
2005 unterschrieb Marshall bei den Leeds Tykes in England. Als dieser Verein am Ende der Saison abstieg, wechselte er 2006 für zwei Jahre zu den Ospreys nach Wales. Mit den Ospreys wurde Marshall Meister in der Celtic League. Nach dem Auslaufen des Vertrags wechselte er nach Frankreich zum Montpellier Hérault RC. Dort wurde er, nachdem er sich weigerte, als Ersatzspieler in einem Meisterschaftsspiel aufzulaufen, suspendiert. Daraufhin verließ er den französischen Club und wechselte 2009 zu den Saracens nach England.
Am Ende der Saison 2009/10 verkündete er seinen Rücktritt vom aktiven Rugbysport und ging nach Neuseeland zurück, wo er nun ein Rugbykommentator beim neuseeländischen Pay-TV-Sender Sky Network Television ist.

## Erfolge

### Nationalmannschaft
- 81 Länderspiele mit den All Blacks (davon 4 als Kapitän)
- 88 Spiele insgesamt mit den All Blacks (davon 5 als Kapitän)
- Tri-Nations-Sieger: 1996, 1997, 1999, 2002, 2004
- 24 Versuche für die All Blacks
- Halbfinale WM 1999
- 3. Platz WM 2003
- 3:0-Testseriensieg über die British and Irish Lions 2005

### Provinzen/Vereine
- Super 12-Sieger mit den Crusaders: 1998, 1999, 2000, 2002, 2005
- Super 12-Finalist: 2003, 2004
- NPC-Meister mit der Canterbury RFU: 1997, 2001, 2004
- Ranfurly Shield: 2000–2003, 2004–2006
- Meister Celtic League mit den Ospreys: 2006/07
- Sieger EDF Energy Cup mit den Ospreys: 2007/08